# Yasuji Mori
 (janvier 2020).
Yasuji Mori (森康二 Mori Yasuji), né le 28 janvier 1925 à Tottori et mort le 4 ou 5 septembre 1992, est un animateur japonais qui travaillait dans le studio Toei Animation, alors connu sous le nom Toei Doga. Il est aussi connu pour ses illustrations dans des livres pour enfant.

## Biographie
Le style de Mori était considéré comme l'une des influences majeures de Toei Animation. Dans Wanpaku ōji no orochi taiji (わんぱく王子の大蛇退治, Le prince espiègle et l'extermination du serpent géant), Mori est le premier réalisateur d'animation à être reconnu en tant que tel au Japon ; et ce, malgré le fait qu'Akira Daikubara occupe le même poste dans Le Serpent Blanc, sorti cinq ans plus tôt. En tant qu'animateur senior, il a l'occasion de former beaucoup des grands animateurs de la génération suivante, tels qu'Hayao Miyazaki, Isao Takahata, Yasuo Ōtsuka et Yoichi Kotabe. Il quitte Toei Animation pour rejoindre Nippon Animation[Quand ?].

## Filmographie
- 1958 : Le Serpent Blanc (animateur clé)
- 1963 : Wanpaku ōji no orochi taiji (réalisateur d'animation)
- 1968 : Horus, Prince du Soleil (animateur clé)
- 1969 : Le Chat Beauté (réalisateur d'animation)
- 1973 : Les Contes de La Forêt Verte (réalisateur d'animation)
- 1975 : Chien des Flandres (character designer)
- 1978 : Conan, le Fils du Futur (animateur clé)
- 1984 : Les Koalous (en) (layout supervisor)